# WTA-toernooi van Tianjin
Het WTA-toernooi van Tianjin is een jaarlijks terugkerend tennistoernooi voor vrouwen dat wordt georganiseerd in de Chinese miljoenenstad Tianjin. De officiële naam van het toernooi is Tianjin Open.

## Toernooi
De WTA organiseert het toernooi, dat in de categorie "International" valt en wordt gespeeld op de hardcourtbanen van het Tuanbo International Tennis Center, dat een centre court van 3500 zitplaatsen heeft, naast vier andere binnenbanen en twaalf buitenbanen.

## Geschiedenis
In 2014 werd dit toernooi toegevoegd aan reeds in China bestaande WTA Internationaltoernooien in Guangzhou en Shenzhen, om te voldoen aan de toenemende belangstelling voor vrouwentennis in China, veroorzaakt door het succes van speelsters zoals Li Na, Zhang Shuai, Zheng Jie en Peng Shuai. De laatste woont in Tianjin, en wist in 2016 zowel de enkel- als de dubbelspeltitel te winnen.
In 2015 werd het prijzengeld verdubbeld ten opzichte van 2014.

## Enkel- en dubbelspeltitel in één jaar
| speelster  | in het jaar |
| ---------- | ----------- |
| Peng Shuai | 2016        |

## Finales

### Enkelspel
| Datum      | Naam                                       | Cat.                                       | ($)                                        | Ondergrond                                 | Winnares                                   | Verliezend finaliste                       | Uitslag                                    |                                            |
| ---------- | ------------------------------------------ | ------------------------------------------ | ------------------------------------------ | ------------------------------------------ | ------------------------------------------ | ------------------------------------------ | ------------------------------------------ | ------------------------------------------ |
| 2014-10-06 | Tianjin Open                               | International                              | 250.000                                    | hardcourt, buiten                          | Alison Riske                               | Belinda Bencic                             | 6-3, 6-4                                   | details                                    |
| 2015-10-12 | Tianjin Open                               | International                              | 500.000                                    | hardcourt, buiten                          | Agnieszka Radwańska                        | Danka Kovinić                              | 6-1, 6-2                                   | details                                    |
| 2016-10-10 | Tianjin Open                               | International                              | 500.000                                    | hardcourt, buiten                          | Peng Shuai                                 | Alison Riske                               | 7-6, 6-2                                   | details                                    |
| 2017-10-09 | Tianjin Open                               | International                              | 500.000                                    | hardcourt, buiten                          | Maria Sjarapova                            | Aryna Sabalenka                            | 7-5, 7-6                                   | details                                    |
| 2018-10-08 | Tianjin Open                               | International                              | 750.000                                    | hardcourt, buiten                          | Caroline Garcia                            | Karolína Plíšková                          | 7-6, 6-3                                   | details                                    |
| 2019-10-07 | Tianjin Open                               | International                              | 500.000                                    | hardcourt, buiten                          | Rebecca Peterson                           | Heather Watson                             | 6-4, 6-4                                   | details                                    |
| 2020       | toernooi geannuleerd wegens coronapandemie | toernooi geannuleerd wegens coronapandemie | toernooi geannuleerd wegens coronapandemie | toernooi geannuleerd wegens coronapandemie | toernooi geannuleerd wegens coronapandemie | toernooi geannuleerd wegens coronapandemie | toernooi geannuleerd wegens coronapandemie | toernooi geannuleerd wegens coronapandemie |

### Dubbelspel
| Datum      | Naam                                       | Cat.                                       | ($)                                        | Ondergrond                                 | Winnaressen                                | Verliezend finalistes                      | Uitslag                                    |                                            |
| ---------- | ------------------------------------------ | ------------------------------------------ | ------------------------------------------ | ------------------------------------------ | ------------------------------------------ | ------------------------------------------ | ------------------------------------------ | ------------------------------------------ |
| 2014-10-06 | Tianjin Open                               | International                              | 250.000                                    | hardcourt, buiten                          | Alla Koedrjavtseva Anastasia Rodionova     | Sorana Cîrstea Andreja Klepač              | 6-7, 6-2, [10-8]                           | details                                    |
| 2015-10-12 | Tianjin Open                               | International                              | 500.000                                    | hardcourt, buiten                          | Xu Yifan Zheng Saisai                      | Darija Jurak Nicole Melichar               | 6-2, 3-6, [10-8]                           | details                                    |
| 2016-10-10 | Tianjin Open                               | International                              | 500.000                                    | hardcourt, buiten                          | Christina McHale Peng Shuai                | Magda Linette Xu Yifan                     | 7-6, 6-0                                   | details                                    |
| 2017-10-09 | Tianjin Open                               | International                              | 500.000                                    | hardcourt, buiten                          | Irina-Camelia Begu Sara Errani             | Dalila Jakupović Nina Stojanović           | 6-4, 6-3                                   | details                                    |
| 2018-10-08 | Tianjin Open                               | International                              | 750.000                                    | hardcourt, buiten                          | Nicole Melichar Květa Peschke              | Monique Adamczak Jessica Moore             | 6-4, 6-2                                   | details                                    |
| 2019-10-07 | Tianjin Open                               | International                              | 500.000                                    | hardcourt, buiten                          | Shuko Aoyama Ena Shibahara                 | Nao Hibino Miyu Kato                       | 6-3, 7-5                                   | details                                    |
| 2020       | toernooi geannuleerd wegens coronapandemie | toernooi geannuleerd wegens coronapandemie | toernooi geannuleerd wegens coronapandemie | toernooi geannuleerd wegens coronapandemie | toernooi geannuleerd wegens coronapandemie | toernooi geannuleerd wegens coronapandemie | toernooi geannuleerd wegens coronapandemie | toernooi geannuleerd wegens coronapandemie |

2014 · 2015 · 2016 · 2017 · 2018 · 2019 · 2020–2022
ITF-toernooien (mannen en vrouwen)

ATP-toernooien (mannen) – ATP-seizoen 2025

WTA-toernooien (vrouwen) – WTA-seizoen 2025

Voormalige toernooien mannen
Voormalige toernooien vrouwen
Voormalige amateurtoernooien